# دخيل الحبشي
دخيل الحبشي (9 سبتمبر 1975) هو لاعب كرة طاولة كويتي. شارك في الألعاب الأولمبية الصيفية عام 1996.